# کیم دونگ ووک
کیم دونگ ووک (کره‌ای: 김동욱؛ زادهٔ ۲۹ ژوئیه ۱۹۸۳) بازیگر اهل کره جنوبی است. پس از ایفای نقش دانش آموز در چندین فیلم کوتاه و انجام چند نقش کوتاه، کیم به خاطر ایفای نقش مکمل در کافه پرنس (۲۰۰۷) و به دنبال آن فیلم برخاست (۲۰۰۹) شناخته شد.

## فیلم‌شناسی

### مجموعه تلویزیونی
| سال  | عنوان                       | نقش             | توضیحات                 | منابع  |
| ---- | --------------------------- | --------------- | ----------------------- | ------ |
| ۲۰۰۶ | شکستن                       | یونگ هون        | ۸ قسمت                  |        |
| ۲۰۰۷ | کافه پرنس                   | جین ها ریم      |                         |        |
| ۲۰۰۷ | ازدواج توقف‌ناپذیر           | وانگ سام بک     |                         | [ ۴ ]  |
| ۲۰۰۹ | پارتنر                      | ئول سو          |                         | [ ۵ ]  |
| ۲۰۰۹ | روح ویژه                    | یون جون         |                         | [ ۶ ]  |
| ۲۰۰۹ | زادگاه افسانه‌ها: دهکدهٔ ساکت | یونگ ایل        |                         | [ ۷ ]  |
| ۲۰۱۰ | خواهران شکوفه               | لی جه ها        |                         | [ ۸ ]  |
| ۲۰۱۱ | هدیهٔ بزرگ                   | گو رام          | ویژه چوسوک اس‌بی‌اس       | [ ۹ ]  |
| ۲۰۱۱ | من بهش اعتماد کردم          | مون هیون سو     |                         | [ ۱۰ ] |
| ۲۰۱۵ | رایدرز: فردارو بگیر         | چا گی جون       |                         |        |
| ۲۰۱۵ | چو یونگ ۲                   | لی چول گیو      | حضور افتخاری (قسمت ۱–۲) | [ ۱۱ ] |
| ۲۰۱۵ | خدمتکاران                   | کیم اون گی      |                         |        |
| ۲۰۱۷ | دفتر درخشنده                | سو هیون         |                         | [ ۱۲ ] |
| ۲۰۱۸ | مهمان                       | یون هوا پیونگ   |                         |        |
| ۲۰۱۹ | بازرس ویژه کار              | جو جین گاپ      |                         |        |
| ۲۰۲۰ | در خاطرت مرا پیدا کن        | لی جونگ هون     |                         |        |
| ۲۰۲۱ | تو بهار منی                 | جو یونگ دو      |                         | [ ۱۳ ] |
| ۲۰۲۲ | ستاره‌های دنباله‌دار          | لی جونگ هون     | حضور افتخاری (قسمت ۸)   | [ ۱۴ ] |
| ۲۰۲۳ | اتفاقی دیدمت                | یون هه جون      |                         | [ ۱۵ ] |
| ۲۰۲۳ | فریبکاری لذت‌بخش             | هان مو یونگ     |                         | [ ۱۶ ] |
| ۲۰۲۴ | خرابکارهای سئول             | دونگ‌بانگ یو بین |                         | [ ۱۷ ] |

### مجموعه اینترنتی
| سال  | عنوان        | نقش             | منابع  |
| ---- | ------------ | --------------- | ------ |
| ۲۰۲۲ | پادشاه خوک‌ها | هوانگ کیونگ مین | [ ۱۸ ] |

### برنامه تلویزیونی
| سال  | عنوان      | نقش  | توضیحات       | منابع  |
| ---- | ---------- | ---- | ------------- | ------ |
| ۲۰۱۱ | اس‌ان‌ال کره | مجری | فصل ۱ قسمت ۵  |        |
| ۲۰۲۱ | اس‌ان‌ال کره | مجری | فصل ۱۰ قسمت ۸ | [ ۱۹ ] |